# La obra del príncipe heredero (Kronprinzenwerk)

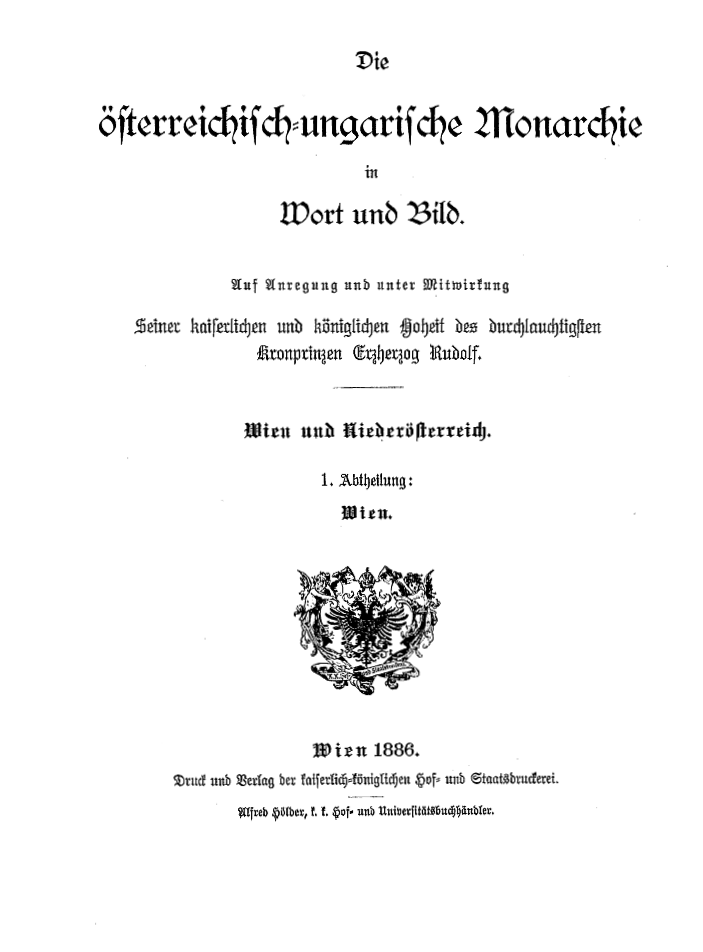
Portada del volumen 1.

La Obra del príncipe heredero (Kronprinzenwerk)  o La Monarquía austrohúngara en palabras e imágenes es una enciclopedia en 24 volúmenes, iniciada por el príncipe heredero austrohúngaro Rodolfo de Habsburgo en 1883, se conoce generalmente como la Obra del Príncipe Heredero. Las contribuciones fueron escritas por 432 colaboradores, incluido el propio príncipe heredero Rodolfo, que murió por suicidio en 1889.

## Ediciones
La enciclopedia describe los países, pueblos, paisajes y regiones de la Monarquía Dual austrohúngara, ordenados por territorios de la Corona. Se publicó en alemán (24 volúmenes) y en húngaro (21 volúmenes) (Az Osztrák-Magyar Monarchia írásban és képben). En consecuencia, también había dos equipos editoriales.  La edición alemana estaba dirigida por el escritor y profesor de historia y geografía Joseph Weil von Weilen, la edición húngara por Maurus Jókai. Sólo la edición alemana tuvo éxito financiero, y la edición húngara contiene ciertas declaraciones antisemitas que no aparecen en la edición alemana.

## Volúmenes
La edición alemana se publicó desde diciembre de 1885 a junio de 1902 en 398 fascículos por la editorial de la Imprenta de la Corte Imperial y Real del Estado ( kk Hof- und Staatsdruckerei) y Alfred von Hölder. Contienen 587 artículos en 12.596 páginas de texto y 4.529 grabados en madera.
- Volumen 1: Viena y Baja Austria, 1. Departamento: Viena, 1886
- Volumen 2: Volumen general, 1. Departamento: Parte de Historia Natural, 1887
- Volumen 3: Volumen general, 2. Departamento: Parte Histórica, 1887
- Volumen 4: Viena y Baja Austria, 2. Departamento: Baja Austria, 1888
- Volumen 5: Hungría, Volumen 1, 1888
- Volumen 6: Alta Austria y Salzburgo, 1889
- Volumen 7: Estiria, 1890
- Volumen 8: Carintia y Carniola, 1891
- Volumen 9: Hungría, Volumen 2, 1891
- Volumen 10: La región costera ( Görz, Gradiska, Trieste e Istria ), 1891
- Volumen 11: Dalmacia, 1892
- Volumen 12: Hungría, Volumen 3, 1893
- Volumen 13: Tirol y Vorarlberg, 1893
- Volumen 14: Bohemia, Volumen 1, 1896
- Volumen 15: Bohemia, Volumen 2, 1896
- Volumen 16: Hungría, Volumen 4, 1896
- Volumen 17: Moravia y Silesia, 1897
- Volumen 18: Hungría, Volumen 5, 1. Departamento, 1898
- Tomo 19: Galicia, 1898
- Volumen 20: Bucovina, 1899
- Volumen 21: Hungría, Volumen 5, 2. Departamento, 1900
- Volumen 22: Bosnia y Herzegovina, 1901
- Volumen 23: Hungría, Volumen 6, 1902
- Volumen 24: Croacia y Eslavonia, 1902

La numeración de los volúmenes corresponde a la que figura en la conclusión del volumen 24.